# Wanette
Wanette és un poble dels Estats Units a l'estat d'Oklahoma. Segons el cens del 2000 tenia 402 habitants.

## Demografia
Segons el cens del 2000, Wanette tenia 402 habitants, 147 habitatges, i 108 famílies. La densitat de població era de 378,6 habitants per km².
Dels 147 habitatges en un 39,5% hi vivien nens de menys de 18 anys, en un 51% hi vivien parelles casades, en un 17,7% dones solteres, i en un 25,9% no eren unitats familiars. En el 24,5% dels habitatges hi vivien persones soles el 15% de les quals corresponia a persones de 65 anys o més que vivien soles. El nombre mitjà de persones vivint en cada habitatge era de 2,73 i el nombre mitjà de persones que vivien en cada família era de 3,18.
Per edats la població es repartia de la següent manera: un 30,3% tenia menys de 18 anys, un 13,7% entre 18 i 24, un 23,1% entre 25 i 44, un 19,7% de 45 a 60 i un 13,2% 65 anys o més.
L'edat mediana era de 29 anys. Per cada 100 dones de 18 o més anys hi havia 89,2 homes.
La renda mediana per habitatge era de 21.818 $ i la renda mediana per família de 23.000 $. Els homes tenien una renda mediana de 21.731 $ mentre que les dones 14.583 $. La renda per capita de la població era de 10.740 $. Entorn del 20,2% de les famílies i el 21% de la població estaven per davall del llindar de pobresa.

## Poblacions més properes
El següent diagrama mostra les poblacions més properes.